# Oktiàbrske (Pervomàiske)
|  | Per a altres significats, vegeu «Oktiàbrskoie». |

Oktiàbrske (en (ucraïnès): Октябрське, en rus: Октябрьское, Oktiàbrskoie) és un poble de la República Autònoma de Crimea a Ucraïna, que el 2014 tenia 1.192 habitants. Pertany al districte rural de Pervomàiske.